# Newton-le-Willows
Newton-le-Willows – miasto w Anglii, w hrabstwie Merseyside, w dystrykcie metropolitalnym St Helens. W 2001 liczyło 21 tysięcy mieszkańców. Z miasta pochodzą Rick Astley oraz Robin Herd.